# Germà II de Constantinoble
Germà II de Constantinoble va ser un religiós grec, nascut a Anaplios a la Propòntida. Era diaca de Santa Sofia quan Constantinoble va ser ocupada pels llatins l'any 1204.
Després es va fer monjo, i era conegut per la seva pietat i els seus coneixements, fins que va ser nomenat patriarca l'any 1222. Encara que nominalment era patriarca de Constantinoble, de fet va exercir el seu càrrec des de Nicea, ja que Constantinoble estava en mans de l'Imperi Llatí.
Es decantà per la unió de les esglésies grega i llatina i va escriure en aquest sentit al papa Gregori IX. L'emperador Joan III Ducas Vatatzes era també favorable a la unió i davant seu es va fer una conferència entre Germà i alguns dels dirigents eclesiàstics del país que va portar a un concili l'any 1233 a Nimfea (Nymphaea) a Bitínia, però va acabar sense resultat.
Sembla que després d'aquesta reunió Germà es va mostrar hostil a la unió entre les esglésies i finalment va ser deposat l'any 1240. Restaurat el 1254 va morir al cap de poc temps, abans de la proclamació de Teodor II Làscaris com a emperador el mateix 1254 segons Nicèfor Gregoràs, però segons Jordi Acropolita va morir el 1240. L'església grega el considera sant.
Va deixar nombrosos escrits entre els quals: 
- Epistolae
- Orationes  i Homiliae
- Decreta
- Idiomelum in Festum Annunciationis
- Rerum Ecclesiasticarum Theoria, o Expositio in Liturgiam

Altres obres van quedar sense publicar i Fabricius en va fer una relació a la Bibliotheca Graeca.